# Robinsonia
Dendroseris
Genre
Robinsonia DC. est un genre de plante à fleurs de la famille des Asteraceae, endémique de l'archipel Juan Fernández (Chili), comprenant 8 espèces.

## Liste des espèces
- Robinsonia berteroi (DC.) R.W. Sanders, Stuessy & Martic., Gayana Bot. 47(3–4): 79 (1990).
- Robinsonia evenia Phil., Bot. Zeitung (Berlin) 14 : 644 (1856).
- Robinsonia gayana Decne., Ann. Sci. Nat. Bot., sér. 2, 1: 28, f. 1 (1834).
- Robinsonia gracilis Decne., Ann. Sci. Nat. Bot., sér. 2, 1: 29 (1834).
- Robinsonia macrocephala Decne., Ann. Sci. Nat. Bot., sér. 2, 1: 28, f. 1 (1834).
- Robinsonia masafuerae Skottsb., Nat. Hist. Juan Fernandez 2: 195 (1922).
- Robinsonia saxatilis Danton, Acta Bot. Gallica 153(2) : 249-255 (2006).
- Robinsonia thurifera Decne., Ann. Sci. Nat. Bot., sér. 2, 1: 28 (1834).